# Мерфи, Кэролин
Кэролин Мёрфи (англ. Carolyn Murphy) — американская топ-модель.

## Биография
Кэролин родилась 11 августа 1973 года в Панама Сити, штат Флорида, США и выросла в Северной Флориде.
В 17 лет Кэролин заметил скаут модельного агентства, когда она была в Нью-Йорке, и её лицо появилось на обложках местных журналов во Флориде и Алабаме.
После окончания школы в 1990 году Кэролин переезжает в Милан, где снимается для обложек таких журналов, как Harper’s Bazaar, L'Officiel, ELLE и Vogue.

## Карьера
Работала на подиуме для Christian Dior, Versace, Chanel, Lanvin, Armani, Roberto Cavalli, Prada, Fendi, Marc Jacobs, Donna Karan, Ralph Lauren, Oscar de la Renta, Michael Kors, Calvin Klein и др.
В 1998 году Кэролин получила награду VH1/Vogue «Модель Года», а в 1999 году стала «Моделью Миллениума» по версии журнала Vogue.
В 2002 году появилась на страницах журнала Playboy. Кэролин представляла такие бренды, как Calvin Klein, Celine, Chloé 'Innocence' perfume, DKNY, Dolce & Gabbana, Escada, Estée Lauder, Fendi, Gucci, Max Mara, Missoni, Prada, Tiffany & Co., Trussardi, Valentino, Versace, Versus и Zara.
В 1998 и 1999 году Кэролин снялась для календаря Pirelli.
В 2001 году Кэролин Мёрфи стала лицом косметического бренда Estée Lauder, наравне с Элизабет Херли и Лией Кебеде.